# Boca do Lixo
Boca do Lixo (tytuł org. Boca) – brazylijski dramat kryminalny z 2010 roku wyreżyserowany przez Flavio Frederico. Wyprodukowany przez Nossa Distribuidora.
Premiera filmu miała miejsce 2 października 2010 roku podczas Międzynarodowego Festiwalu Filmowego w Rio de Janeiro. Dwa lata później premiera filmu odbyła się 28 września 2012 roku w Brazylii.

## Opis fabuły
Film opisuje historię Hiroito Joanides (Daniel de Oliveira), pochodzącego z dobrego domu Cygana, który w wieku 21 lat został aresztowany i oskarżony o brutalne zasztyletowanie brzytwą swojego ojca. Nigdy go oficjalnie nie skazano. Po tych wydarzeniach Hiroito kupuje broń i przenosi się do Boca de Lixo do regionu São Paulo. Przewodnicząc nielegalnemu podziemiu staje się najbardziej niebezpiecznym i poszukiwanym zbrodniarzem w kraju.

## Obsada
- Daniel de Oliveira jako Hiroito Joanides
- Hermila Guedes jako Alaíde
- Jefferson Brasil jako Nelsinho
- Milhem Cortaz jako Osmar
- Paulo César Peréio jako doktor Honório
- Maxwell Nascimento jako Robertinho
- Camila Lecciolli jako Clarinha
- Juliana Galdino jako Telma
- Leandra Leal jako Silvia
- Claudio Jaborandy jako Carlito

i inni